# Adolf av Luxemburg
Adolf, storhertig av Luxemburg (fullständigt namn Wilhelm August Karl Friedrich Adolf), född 24 juli 1817, död 17 november 1905, var storhertig av Luxemburg mellan 1890 och 1905. 
Han var son till Vilhelm I av Nassau och halvbror till Sofia av Nassau (drottning av Sverige, gift med Oscar II).

## Biografi
Adolf blev 1839 regerande hertig av Nassau. Han var negativt inställd mot de nya frihetsrörelserna, men tvingades trots detta under revolutionsåret 1848 genomföra eftergifter åt sitt folk. I kriget mot Danmark 1849 ledde han en brigad tyska trupper. Han förde därefter en reaktionär politik och tog parti för Österrike, vilket vid Tyska enhetskrigets slut 1866 kostade honom hans land, som annekterades av Preussen. 1867 fick han dock som ersättning 8,5 miljoner thaler samt några lustslott.
Som närmaste arvsberättigad blev han 23 november 1890 storhertig av Luxemburg. Fram till 1890 hade Luxemburg varit i personalunion med Nederländerna; kungen av Nederländerna hade alltså även varit storhertig av Luxemburg. Eftersom, under åberopande av lex salica, luxemburgarna inte kunde acceptera en kvinna på tronen (Wilhelmina av Nederländerna), blev det istället Adolf som blev storhertig. (Som en ödets ironi infördes dock kvinnlig tronföljd även i Luxemburg 1907, endast två år efter Adolfs död, eftersom Adolfs son och efterträdare Wilhelm endast hade döttrar.)
1889 gavs han generalsgrad i svenska armén. När prins Oscar Bernadotte, Adolfs systerson, genom icke-furstligt giftermål förlorade sin arvsrätt till svenska tronen, tilldelades han av Adolf grevetiteln av Wisborg 1892.

## Familj
Gift med 1) (1844)
- storfurstinnan Elisabeth Michailovna av Ryssland (död 1845), dotter till storfurst Michael Pavlovitj av Ryssland.

Gift med 2) (1851)
- Adelheid av Anhalt-Dessau (1833–1916)

### Barn (i 2:a giftet)
1. Vilhelm, storhertig av Luxemburg (1852–1912); gift med Maria Anna av Portugal
2. Friedrich Paul (1854–1855)
3. Marie Bathildis (f. och d. 1857)
4. Franz Josef (1859–1875)
5. Hilda (1864–1952) ; gift med storhertig Fredrik II av Baden